# Pomachromis
Pomachromis es un género de peces de la familia Pomacentridae, del orden Perciformes. Este género marino fue descrito científicamente en 1974 por Gerald R. Allen y John Ernest Randall.

## Especies
Especies reconocidas del género:
- Pomachromis exilis (Allen and Emery, 1973)
- Pomachromis fuscidorsalis Allen & Randall, 1974
- Pomachromis guamensis Allen and Larson, 1975
- Pomachromis richardsoni (Snyder, 1909)